# نجم الدين ابن قدامة
نَجْمُ الدِّينِ أَبُو الْعَبَّاسِ أَحْمَدُ بْنُ عَبْدِ الرَّحْمٰنِ بْنِ مُحَمَّدِ بْنِ أَحْمَدَ بْنِ مُحَمَّدِ بْنِ قُدَامَةَ الْمَقْدِسِيُّ الصَّالِحِيُّ الْحَنْبَلِيُّ (651 – 12 جمادى الأولى 689هـ / 1253 – 23 مايو [أيار] 1290م)، قاضي الحنابلة بدمشق. ولي قضاء دمشق بعد أن عزل والده نفسه، وكانت إليه مع القضاء خطابة الجبل والإمامة بحلقة الحنابلة، ونظر أوقاف الحنابلة.

## سيرته
ولد في شعبان سنة 651 هـ. وسمع الحديث ولم يبلغ أوان الرواية، وتفقه على والده وولي القضاء في حياة والده بإشارته، ولم يبلغ ثلاثين سنة، فقام به أتم قيام. كان خطيب الجبل، وقاضي القضاة، ومدرس أكثر المدارس، وشيخ الحنابلة وكان فقيها فاضلا، سريع الحفظ جيد الفهم كبير المكارم، شهما شجاعا.
درس بدار الحديث الأشرفية بالسفح، وشهد فتح طرابلس مع السلطان الملك المنصور، وكان مليح البزة ذكيا مليح الدروس له قدرة على الحفظ ومشاركة جيدة في العلوم.
توفي يوم الثلاثاء 12 جمادى الأولى سنة 689 هـ بمنزله بقاسيون ودفن عند أبيه وجده، وكان عمره ثمانية وثلاثين سنة. وتولى بعده القضاء شرف الدين أبو الفضل الحسن بن عبد الله بن أبي عمر المقدسي الصالحي (ت. 695 هـ).

## مؤلفاته
- مختصر منهاج القاصدين.